# 贝尔索卡纳
贝尔索卡纳，是西班牙埃斯特雷马杜拉卡塞雷斯省的一个市镇。总面积134平方公里，总人口589人（2001年），人口密度4人/平方公里。